# نيوزيلندا أولا (حزب سياسي)
نيوزيلندا أولاً ( (بالماورية: Aotearoa Tuatahi‏)) ،  يُختصر عادةً إلى NZ First ،  حزب سياسي قومي وشعبي في نيوزيلندا ،     تشكل في يوليو 1993 بعد استقالة زعيمه في 19 مارس 1993 والمؤسس وينستون بيترز من الحزب الوطني الحاكم آنذاك .
شكلت NZ First حكومات ائتلافية مع كل من الأحزاب السياسية الرئيسية في نيوزيلندا:
أولاً مع الحزب الوطني من 1996 إلى 1998.
ثم مع حزب العمل من 2005 إلى 2008 ومن 2017 إلى 2020.

## مبادئ

### العلاقات مع الماوري
وينستون بيترز جزء من الماوري ؛ كان الحزب قد احتل في يوم من الأيام جميع الناخبين الماوريين ، ولا يزال الحزب يتلقى دعمًا كبيرًا من الناخبين المسجلين في دوائر الماوري الانتخابية. ومع ذلك ، لم تعد نيوزيلندا أولاً تؤيد الاحتفاظ بالناخبين الماوريين وأعلنت أنها لن تترشح في انتخابات الماوريين في المستقبل. لم تترشح في انتخابات الماوري الانتخابية في 2002 أو 2005 أو 2008 الانتخابات العامة . 

### تشكيل - تكوين

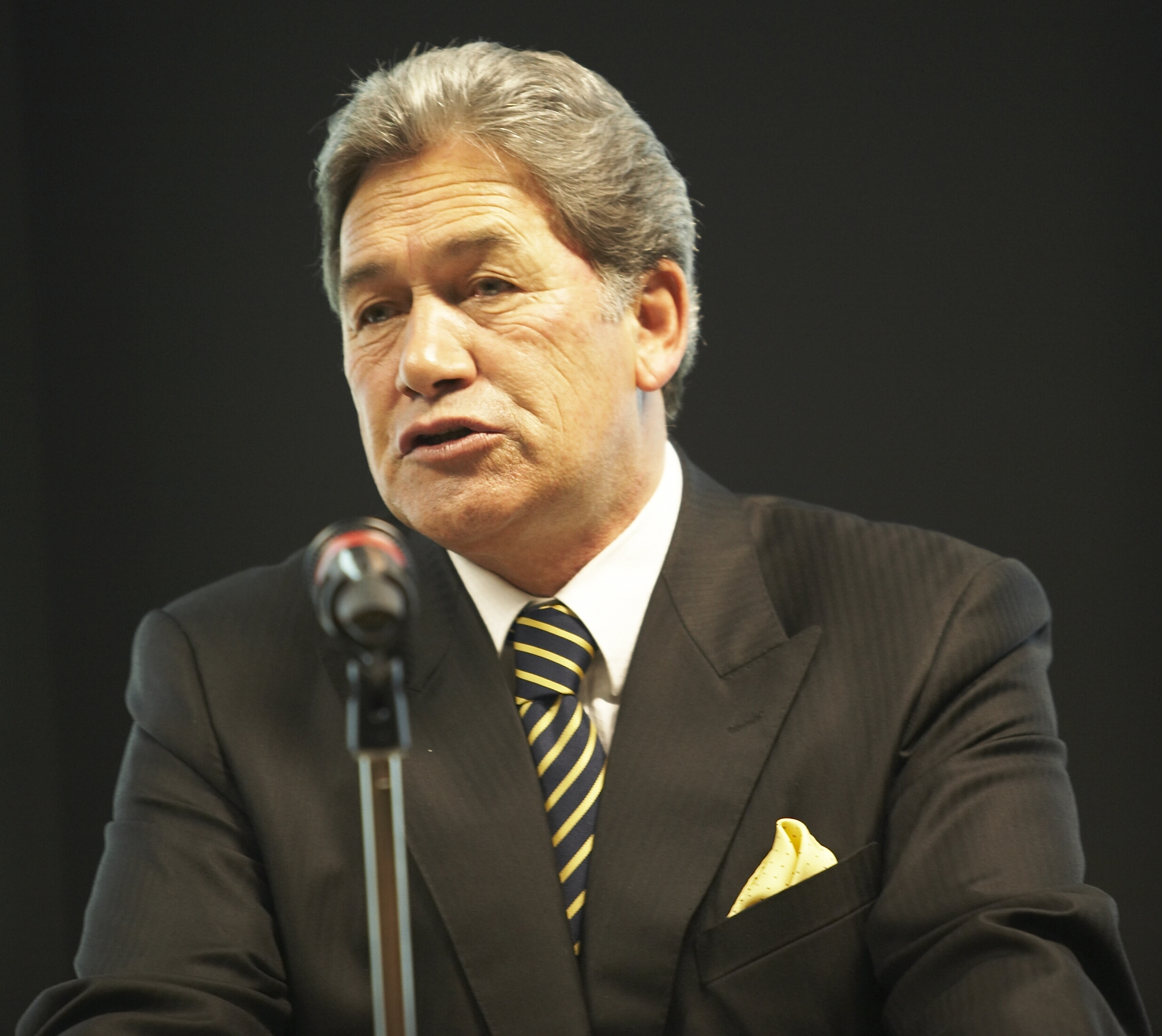
أسس ونستون بيترز الحزب في عام 1993

### 1993 الانتخابات العامة

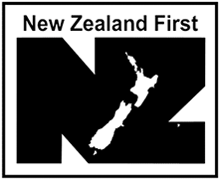
شعار الحزب الأصلي (1993-2017)

### الانتخابات العامة 2017

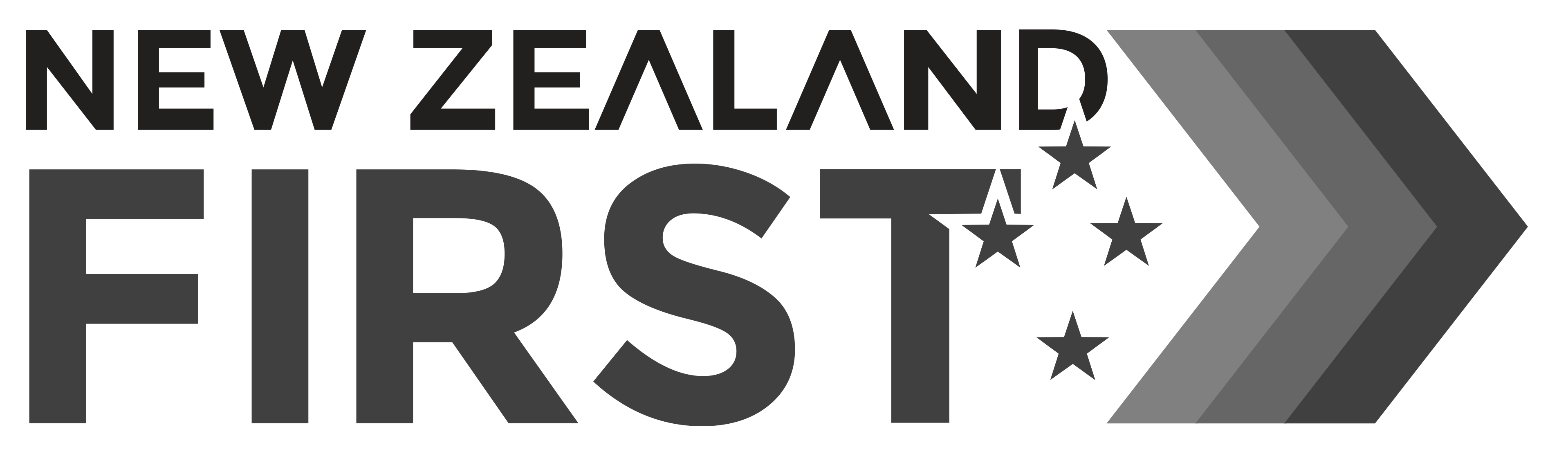
وجه جديد ، شعار تم طرحه في عام 2017